# Parson russell terrier
För andra betydelser, se Jack russell terrier (olika betydelser).
Parson russell terrier är en hundras från Storbritannien. Den är en terrier framavlad som grythund. Parson russell terrier har gemensamt ursprung med den mindre jack russell terriern, men är till skillnad från denna högbent.

## Historia
Aveln grundades av kyrkoherden John (Jack) Russell (1795-1883) som 1873 var med och startade den brittiska kennelklubben the Kennel Club. Han köpte sin första terrier 1819 och ville bevara och utveckla en grythund som även skulle klara att följa en ryttare till häst. Russell utgick från föregångare till dagens foxterrier och manchesterterrier. Han betonade bruksegenskaperna framför det exteriöra.
1904 skrevs en rasstandard och 1914 bildades en rasklubb. Först 1989 erkändes rasen av the Kennel Club under namnet Parson Jack Russell Terrier efter att rasen definitivt separerats från jack russell terrier på 1980-talet. 1999 ändrade the Kennel Club namnet till det nuvarande. 1991 erkändes rasen interimiskt av Fédération Cynologique Internationale (FCI), det fullständiga erkännandet kom tio år senare då rasen också tilldelades sitt nuvarande namn. Parson russell terrier är till skillnad från jack russell terrier erkänd av både brittiska the Kennel Club och American Kennel Club i USA. Rasen har varit en av de populäraste i Tyskland.

## Egenskaper
En parson russell terrier är en alert, lekfull och livlig hund som, för att må bäst, behöver regelbunden aktivitet.

## Utseende
Parson russell terrier förekommer i tre hårlag; släthårig, broken och strävhårig. Färgen är övervägande är vit med bruna tecken, oftast runt ansiktet men även andra delar på kroppen. Öronen är i medelstorlek, de är vikta och hängande. Rasens mankhöjd är 34–38 centimeter för hanhundar och 31–35 centimeter för tikar.
Parson russell terrier med strävhårig eller så kallad broken päls behöver ryckas eller trimmas 2-3 gånger per år för att behålla en bra pälskondition. Om hunden är en utställningshund kan pälsen behöva ryckas oftare. 